# Regenbogenfarben (Lied)
Regenbogenfarben ist ein Lied der deutschen Popschlager-Sängerin Kerstin Ott. Das Stück stammt aus ihrem zweiten Studioalbum Mut zur Katastrophe und erlangte durch das Duett mit Helene Fischer größere Bekanntheit in ihrer Heimat.

## Entstehung und Artwork
Geschrieben wurde das Lied gemeinsam von Berislaw Audenaerd, Kraans de Lutin, Steven Fritsch, Kerstin Ott und Jan Niklas Simonsen. Die Abmischung, Produktion sowie die Programmierung des Stückes erfolgte durch die Zusammenarbeit von Thorsten Brötzmann und Roman Lüth, die auch beide zusammen am Keyboard zu hören sind. Neben Brötzmann und Lüth am Keyboard, wurde für das Einspielen der Gitarrenklänge der namhafte Studiomusiker Jörg Sander engagiert. Das Mastering erfolgte durch HP Mastering Hamburg, unter der Leitung des Studioinhabers Hans-Philipp Graf. Regenbogenfarben wurde unter dem Musiklabel Polydor veröffentlicht, durch Edition Balalaika Media, Edition Kerstin Ott und Edition Phlexton verlegt sowie durch Universal Music Publishing vertrieben.
Auf dem Cover einer Promo-Single ist – neben Künstlernamen und Liedtitel – der Oberkörper von Ott zu sehen. Sie trägt ein weißes T-Shirt, eine schwarz-weiße Adidas-Jacke und ist mit einer Akustikgitarre ausgestattet. Der Hintergrund, in dem weitere Akustikgitarren zu sehen sind, ist in den Farben eines Regenbogens gestaltet, die fließend ineinander übergehen. Bei dem Coverbild handelt es sich um das Gleiche wie zum Album Mut zur Katastrophe, lediglich die Farbgestaltung weicht voneinander ab. Das Artwork stammt von Sabine Schiller.

## Veröffentlichung und Promotion
Die Erstveröffentlichung von Regenbogenfarben erfolgte als Promo-Single am 27. Juli 2018 zum Einzeldownload. Drei Wochen später (17. August 2018) wurde das Lied als Teil von Otts zweitem Studioalbum Mut zur Katastrophe veröffentlicht. Wiederum zwei Wochen später (31. August 2018) veröffentlichte man Regenbogenfarben erneut als Promo-Single.
Um das Lied zu bewerben, erfolgten unter anderem eine Reihe Liveauftritte zur Hauptsendezeit beim Schlagerbooom – Alles funkelt! Alles glitzert! in der ARD, bei Willkommen 2019 im ZDF oder auch bei den Schlagerchampions – Großes Fest der Besten 2019 in der ARD. Zudem erfolgen weitere Liveauftritte wie unter anderem im ZDF-Fernsehgarten, der Abendschau des Bayerischen Rundfunks und Immer wieder sonntags in der ARD. Der Musikstreaming-Dienst Amazon Prime Music nutzte das Lied für einen Radiowerbespot in den Jahren 2019 und 2020. Darüber hinaus war Regenbogen der Titelsong zur Berlin Pride Week.

## Inhalt
Der Liedtext zu Regenbogenfarben ist in deutscher Sprache verfasst. Die Musik und der Text wurden gemeinsam von Berislaw Audenaerd, Kraans de Lutin, Steven Fritsch, Kerstin Ott und Jan Niklas Simonsen geschrieben. Musikalisch bewegt sich das Lied im Bereich des Pop-Schlagers. Das Tempo beträgt 123 Schläge pro Minute. Inhaltlich handelt Regenbogenfarben von Toleranz in der Gesellschaft, vor allem aber in der Liebe. Das Lied behandelt die Ehe für alle, soll aber insbesondere zeigen, dass Liebe in jeglicher Partnerschaftsform normal und immer etwas Wundervolles sei. Seit 2017 ist Ott selbst mit einer Frau verheiratet, es handelt sich um ein autobiografisches Stück. Ott selbst sagte folgendes zum Inhalt des Stücks: „Im Grunde sind wir alle nur Menschen, die nach dem gleichen Ziel streben: Glücklich zu sein. Es gibt tausend verschiedene Lebensentwürfe; wir sollten jedem Menschen die Chance geben, auf seine Art glücklich zu werden. Keiner darf sich anmaßen, einem anderen vorzuschreiben, was er oder sie anziehen sollte, was er oder sie fühlen oder wen er oder sie lieben sollte. Der Song ist ein klares Statement gegen Intoleranz und Engstirnigkeit; und ein lautes ‚Ja‘ zu Diversität und Menschlichkeit. Denn das Leben ist bunt – Regenbogenfarben bunt!“
Aufgebaut ist das Lied auf zwei Strophen und einem Refrain. Es beginnt mit der ersten Strophe, auf die ein Pre-Chorus sowie schließlich der eigentliche Refrain folgt. Nach der zweiten Strophe folgt direkt der Refrain, ehe das Lied mit demselben Pre-Chorus wie vor der ersten Strophe endet. Neben dem Hauptgesang von Ott, ist im Hintergrund zusätzlich die Stimme des Koautoren Simonsen zu hören.

„Komm, lass uns die Welt bemalen.

In Regenbogenfarben, wir wollen sie überall – Regenbogenfahnen.

Komm! Komm, lass die Welt erstrahlen.

In Regenbogenfarben, man sieht sie überall – Regenbogenfahnen.“

## Musikvideo
Das Musikvideo zu Regenbogenfarben feierte am 17. August 2018 auf der Videoplattform YouTube seine Premiere. Zu sehen sind drei unterschiedliche Geschichten. Zum einen sieht man immer wieder glückliche homosexuelle Paare, unter anderem in ihrem Alltag oder während ihrer Hochzeit. Zum anderen ist immer wieder ein kleiner Junge zu sehen, der von der Schule nach Hause kommt und sich sofort an seinen Schreibtisch begibt, um zu malen. Mit Hilfe von Wachsmalstiften kreiert er das Bild eines Wals, welches sich aus vielen Blättern zusammensetzt. Als Drittes sieht man immer wieder Ott an verschiedenen Standorten, die das Lied singt. Im Hintergrund ist dabei immer der Regenbogen in Form von Fahnen oder auch Luftballons zu sehen. An einem Standort ist Ott zunächst alleine in einem Garten, gegen Ende des Videos kommt ihre Ehefrau Karolina hinzu und die beiden küssen sich. Die Gesamtlänge des Videos beträgt 4:01 Minuten. Regie führte, wie schon bei diversen Musikvideos von Ott zuvor, wieder Oliver Sommer von den AVA Studios. Bis Februar 2025 zählte das Musikvideo über 107,8 Millionen Aufrufe bei YouTube.
Angesprochen auf die Kuss-Szene mit ihrer Frau erzählte Ott, dass die Idee hierzu ursprünglich von ihrem „Video-Macher“ stammte. Er meinte, dass es toll wäre, wenn sie was zusammen vor der Kamera machen würden. Das habe sie in eine kleine „Katastrophe“ gestürzt, weil sie „eine Million“ Kuss-Szenen machen mussten, bevor sie überhaupt was im Kasten gehabt hätten. Prinzipiell würden Ott und ihre Frau darauf achten, nicht so oft gemeinsam vor der Kamera zu stehen, hier aber sei ihre Frau jedoch sofort dabei gewesen.

## Mitwirkende
| Liedproduktion - Berislaw Audenaerd: Komponist, Liedtexter - Thorsten Brötzmann: Abmischung, Keyboard, Musikproduzent, Programmierung - Kraans de Lutin: Komponist, Liedtexter - Steven Fritsch: Komponist, Liedtexter - Hans-Philipp Graf: Mastering - Roman Lüth: Abmischung, Keyboard, Musikproduzent, Programmierung - Kerstin Ott: Gesang, Komponist, Liedtexter - Jörg Sander: Gitarre - Jan Niklas Simonsen: Hintergrundgesang, Komponist, Liedtexter | Artwork - Oliver Sommer: Regisseur (Musikvideo) - Sabine Schiller: Artwork (Cover) Unternehmen - AVA Studios: Filmproduzent (Musikvideo) - Edition Balalaika Media: Verlag - Edition Kerstin Ott: Verlag - Edition Phlexton: Verlag - HP Mastering: Mastering - Polydor: Musiklabel - Universal Music Publishing: Vertrieb |

## Rezeption

### Preise
Regenbogenfarben belegte mit 3.942 Stimmen den zweiten Platz in der Kategorie „Bester Hit 2018“ beim Jahresvoting von Schlager.de. Das Lied musste sich lediglich Sie sagte doch sie liebt mich von Thomas Anders und Florian Silbereisen geschlagen geben, das mit 5.357 Stimmen die Kategorie für sich entschied.

### Rezensionen
- Das deutschsprachige Schlager-Portal schlagerplanet.com nannte Regenbogenfarben eine „Hymne auf die Ehe für alle“.[18]
- Das überregionale deutsche schwulen Lifestyle-Magazin blu bezeichnete das Lied als „veritablen LGBTIQ-Hit“.[19][20]

## Chartplatzierungen
Regenbogenfarben erreichte in Österreich Position 23 und konnte sich insgesamt 26 Wochen in den Charts halten. In der Schweizer Hitparade erreichte die Single in neun Chartwochen mit Position 19 seine höchste Chartnotierung. In Deutschland verfehlte die Promo-Single einen Charteinstieg in die offiziellen Single Top 100. Jedoch konnte sich die Single auf Position zwölf der Konservativ Pop Airplaycharts sowie mehrere Monate in den deutschen iTunes-Tagesauswertungen platzieren und erreichte mit Position sechs seine höchste Notierung am 21. Oktober 2018.
Es handelt sich hierbei nach Die immer lacht und Scheissmelodie um den dritten Charterfolg für Ott als Autorin und Interpretin in Österreich sowie nach Die immer lacht um den zweiten in der Schweizer Hitparade. Brötzmann erreichte hiermit in seiner Autoren- oder Produzententätigkeit zum 43. Mal die Charts in Österreich sowie zum 36. Mal die Schweizer Singlecharts. Für Lüth als Produzenten ist Regenbogenfarben der siebte Charterfolg in der Schweizer Hitparade und der vierte in Österreich. De Lutin erreichte mit Regenbogenfarben nach Ey DJ (Culcha Candela) jeweils zum zweiten Mal die Singlecharts in Österreich und der Schweiz als Autor. Für Audenaerd, Fritsch und Simonsen stellt Regenbogenfarben jeweils den ersten Charterfolg in Österreich und der Schweiz dar.
| ChartsChartplatzierungen | Höchstplatzierung | Wochen |
| ------------------------ | ----------------- | ------ |
| Österreich (Ö3)          | 23 (26 Wo.)       | 26     |
| Schweiz (IFPI)           | 19 (9 Wo.)        | 9      |

## Coverversionen

### Helene Fischer & Kerstin Ott

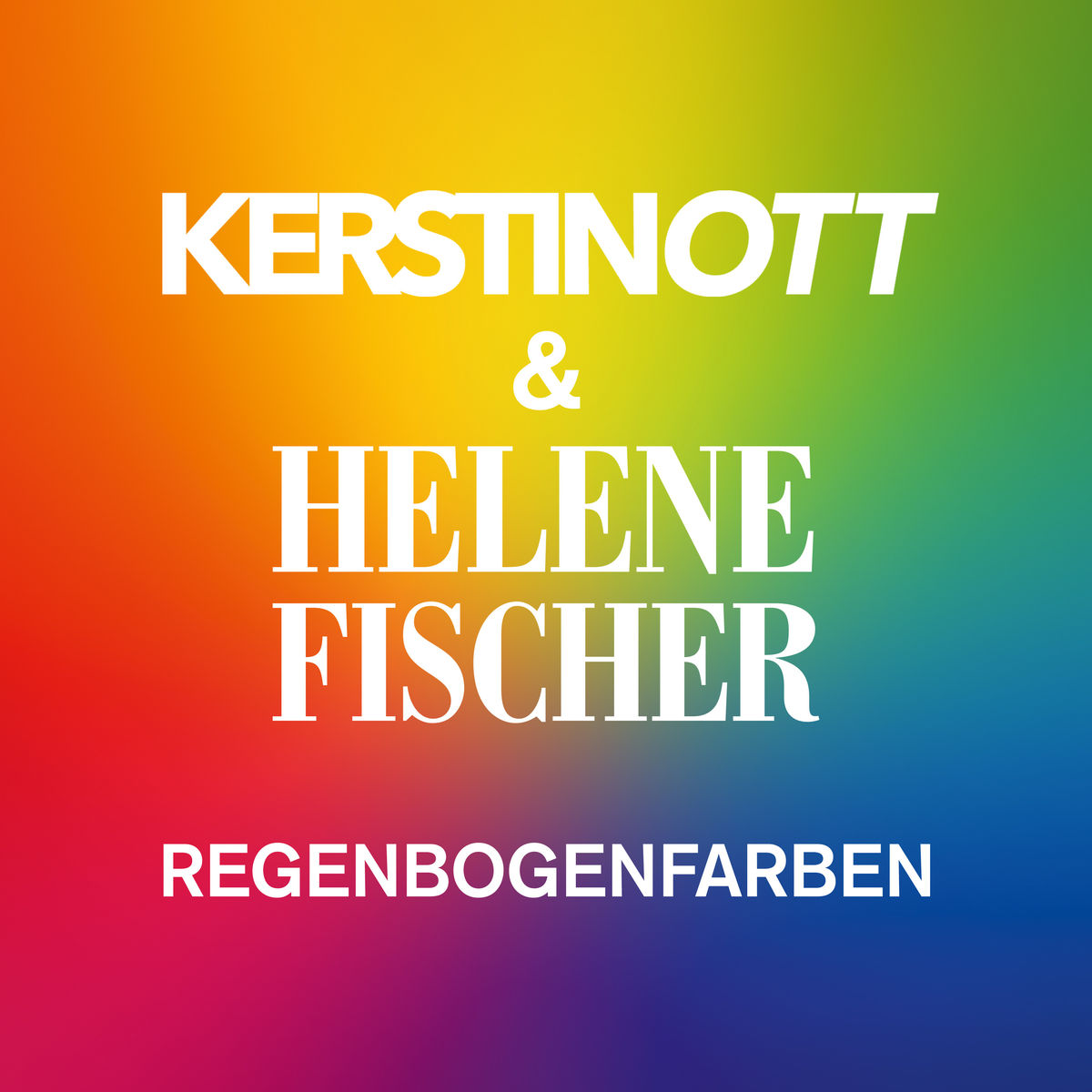
Frontcover zur Duett-Version von Regenbogenfarben.

#### Entstehung und Veröffentlichung
Noch im Jahr seiner Veröffentlichung nahm Ott das Stück neu, im Duett, mit der deutschen Schlagersängerin Helene Fischer auf. Beide präsentierten das Lied erstmals bei einem gemeinsamen Liveauftritt in der Helene Fischer Show 2018 im ZDF. Im Gegensatz zur Soloversion, wurde das Duett noch am selben Tag als offizielle Single veröffentlicht. Das Duett erschien – wie auch die Soloversion – lediglich als Einzeldownload. Die Strophen werden von beiden abwechselnd gesungen, den ersten Teil übernimmt jeweils Ott und den zweiten jeweils Fischer. Den Pre-Chorus und den Refrain singen beide zusammen. Während die erste Strophe geschlechtsneutral gehalten ist, werden in der zweiten Strophe verschiedene Partnerschaftsform angesprochen. Ott besingt hierbei Zeilen, die sich auf die Homosexualität beziehen.

#### Kommerzieller Erfolg
Während die Soloversionen von Regenbogenfarben einen Charteinstieg verfehlte, erreichte die Duettversion Position 20 der deutschen Singlecharts und hielt sich 36 Wochen in den Charts. Darüber hinaus erreichte die Single Position neun der offiziellen Top 15 deutschsprachige Singles. Wie die Soloversion konnte sich das Duett mehrere Tage in den deutschen iTunes-Tagesauswertungen platzieren und erreichte mit Position zwei seine höchste Notierung am 26. Dezember 2018. 2019 belegte die Single Position 82 der deutschen Single-Jahrescharts.
Es handelt sich hierbei nach Die immer lacht und Scheissmelodie um den dritten Charterfolg für Ott als Autorin und Interpretin in den deutschen Singlecharts. Für Fischer ist es als Interpretin der 14. Charterfolg in Deutschland. Brötzmann erreichte hiermit in seiner Tätigkeit als Autor oder Musikproduzent bereits zum 76. Mal die deutschen Charts. Für Lüth ist Regenbogenfarben der siebte Charterfolg in den deutschen Singlecharts als Musikproduzent. De Lutin erreichte hiermit zum fünften Mal die deutschen Singlecharts als Autor. Für Audenaerd, Fritsch und Simonsen stellt Regenbogenfarben jeweils nach Millionen Farben (Gestört aber geil feat. Voyce) den zweiten Charterfolg in Deutschland dar.
| ChartsChartplatzierungen | Höchstplatzierung | Wochen |
| ------------------------ | ----------------- | ------ |
| Deutschland (GfK)        | 20 (37 Wo.)       | 37     |

| ChartsJahrescharts (2019) | Platzierung |
| ------------------------- | ----------- |
| Deutschland (GfK)         | 82          |

Am 21. September 2022 wurde das Duett mit einer doppelten Platin-Schallplatte für über 60.000 verkaufte Einheiten in Österreich ausgezeichnet. Bereits am 28. Juli 2021 erreichte das Lied Platinstatus. Ott erhielt damit erstmals Platin in Österreich, was Regenbogenfarben zur bis dato erfolgreichsten kommerziellen Veröffentlichung dort macht. In Deutschland wurde das Lied im Juni 2024 mit 3-fach-Gold ausgezeichnet, damit verkaufte es sich über 900.000 Mal, womit es zu einem der meistverkauften Schlagern des Landes zählt.
| Land/Region        | Auszeichnungen für Musikverkäufe (Land/Region, Auszeichnung, Verkäufe) | Verkäufe |
| ------------------ | ---------------------------------------------------------------------- | -------- |
| Deutschland (BVMI) | 3× Gold                                                                | 900.000  |
| Österreich (IFPI)  | 2× Platin                                                              | 60.000   |
| Insgesamt          | 1× Gold · 3× Platin ·                                                  | 960.000  |

### Weitere Coverversionen
- 2018: Die Schlümpfe, das Musikprojekt um die Schlümpfe veröffentlichte auf dem Album Hey, Mister DJ eine Coverversion zu Regenbogenfarben mit dem Titel Geträumt.[33]
- 2020: Giovanni Zarrella (Arcobaleno), der deutsch-italienische Sänger nahm das Lied in italienischer Sprache für die „Gold-Edition“ seines vierten Studioalbums La vita è bella auf.[34]
- 2021: Schlagerkids, die Band coverte das Lied für ihr Debütalbum Vol. 1.[35]